# Sphaeroma sieboldii
Sphaeroma sieboldii är en kräftdjursart som beskrevs av Dollfus 1889. Sphaeroma sieboldii ingår i släktet Sphaeroma och familjen klotkräftor. Inga underarter finns listade i Catalogue of Life.